# جون ماكبرايد (مصور)
جون ماكبرايد (بالإنجليزية: John McBride)‏ هو مصور أمريكي، ولد في 1967.